# Gert-René Polli
Gert-René Polli (Sankt Paul im Lavanttal, 1960) è un generale austriaco.
È stato il capo dei servizi segreti di Intelligence della polizia del governo austriaco, la storica "Bundesamt für Verfassungsschutz und Terrorismusbekämpfung", detta "BVT" (Ufficio Federale di Protezione della Costituzione e del Controterrorismo).
Ha rassegnato le dimissioni nell'ottobre del 2007, sostituito da Peter Gridling.